# Euophrys acripes
Euophrys acripes es una especie de araña saltarina del género Euophrys, familia Salticidae. Fue descrita científicamente por Simon en 1871.
Habita en Francia.